# Медведівська сільська територіальна громада
Медве́дівська сільська територіальна громада — територіальна громада в Україні, в Черкаському районі Черкаської області. Адміністративний центр — село Медведівка.
Площа громади — 91,42 км², населення — 2689 мешканців (2018).
Утворена 13 серпня 2018 року шляхом об'єднання Головківської, Зам'ятницької та Медведівської сільських рад Чигиринського району. Згідно з розпорядженням Кабінету Міністрів України від 12.06.2020 № 728-р до складу громади були включені Мельниківська та Худоліївська сільські ради.

## Склад
До складу громади входять:
| Населений пункт  | Населення, осіб (1989) | Населення, осіб (2001) |
| ---------------- | ---------------------- | ---------------------- |
| Буда, селище     | 90                     | 41                     |
| Головківка, село | 1709                   | 1481                   |
| Деменці, село    | 131                    | 73                     |
| Зам'ятниця, село | 365                    | 280                    |
| Івківці, село    | 658                    | 402                    |
| Медведівка, село | 1857                   | 1441                   |
| Мельники, село   | 1362                   | 1050                   |
| Скелівка, селище | 14                     | 1                      |
| Худоліївка, село | 1032                   | 738                    |